# ヘレン・ジェイコブス
ヘレン・ジェイコブス（Helen Jacobs, 1908年8月6日 - 1997年6月2日）は、アメリカ・アリゾナ州グローブ出身の女子テニス選手。フルネームは Helen Hull Jacobs （ヘレン・フル・ジェイコブス）という。1932年から1935年にかけて全米選手権「4連覇」を達成し、ウィンブルドン選手権でも1936年に優勝した。しかし、同じ「ヘレン」という名前のヘレン・ウィルス・ムーディに4大大会女子シングルス決勝で6度も敗れたことから（全仏選手権1度、ウィンブルドン選手権4度、全米選手権1度）、1930年代の女子テニス界で“Helen the First”（第1のヘレン）と呼ばれたムーディと対比されて、ジェイコブスは「第2のヘレン」と呼ばれた。

## 来歴
ジェイコブスは1932年から1935年まで、全米選手権に大会4連覇を達成した。初めての全米決勝進出は1928年であったが、この時はヘレン・ウィルス（ムーディの結婚前の名前）に 2-6, 1-6 で敗れている。それから4年後、ジェイコブスは1932年の決勝戦でカロリン・バブコックを 6-2, 6-2 で破り、4大大会初優勝を達成した。翌1933年の大会は、全米選手権決勝では2度目となるジェイコブスとムーディの「ヘレン対決」となった。ジェイコブスが第1セットを 8-6 で先取し、ムーディが第2セットを 6-3 で奪い返した後、最終第3セットをジェイコブスが 3-0 とリードしたところで、ムーディが背筋痛を訴えて試合を途中棄権するアクシデントが起きた。これでジェイコブスは全米選手権2連覇と同時に、ムーディとの対戦で唯一の勝利を挙げた。1934年と1935年の決勝では、ジェイコブスはサラ・ポールフリーに2年連続で勝っている。ところが、1936年の決勝でジェイコブスは華やかなキャラクターを持つアリス・マーブルに 6-4, 3-6, 2-6 の逆転で敗れ、大会5連覇を逃した。その後、ジェイコブスは1939年と1940年の全米決勝でもマーブルに敗れている。これでジェイコブスの全米決勝成績は「4勝4敗」で終わった。4度の準優勝は、最初の時はムーディに、後の3回はマーブルに敗れたことになる。
ヘレン・ジェイコブスは1936年のウィンブルドン優勝者となったが、ここでも不運が続き、通算で5度の準優勝がある。1934年の決勝戦だけは、相手はイギリスのドロシー・ラウンドであったが、他の4度はすべてムーディに敗れた。唯一の優勝となった1936年の決勝で、ジェイコブスはドイツのヒルデ・スパーリングに 6-2, 4-6, 7-5 で競り勝っている。スパーリングは1935年から1937年まで全仏選手権に大会3連覇を達成した選手であるが、ウィンブルドンでは1931年と1936年の2度準優勝に終わった。 
ムーディとジェイコブスによる「2人のヘレン」の歴史は、1928年全米選手権の女子シングルス決勝戦から始まった。2人は通算11度（うち決勝戦で6度）対戦したが、ジェイコブスが勝ったのは1933年の全米決勝（ムーディの途中棄権による勝利）の1度だけである。全仏選手権での決勝対決は1930年の1度だが、ウィンブルドンの決勝では1929年、1932年、1935年、1938年の4度敗れた。とりわけ1935年と1938年の決勝戦では、ジェイコブスがムーディのウィンブルドン「7勝」（ドロテア・ダグラス・チェンバースによる当時の大会最多優勝記録に並ぶ）と「8勝」（チェンバースの記録を更新）の記念碑を見守る立場に回った。ムーディは8度目のウィンブルドン優勝を最後に現役を退き、最後までジェイコブスの壁として立ちはだかったのである。その力関係から、当時のテニスファンたちは「悔しがって足を踏み鳴らすジェイコブスが、ムーディの後をついて行く」という描写を好んだ。選手時代に、ジェイコブスはテニスに関連した著書を3冊出版している。
テニス経歴を退いた後、ヘレン・ジェイコブスは第2次世界大戦でアメリカ海軍に入隊して司令官の仕事に携わった。当時米国海軍で働いていた女性は、ジェイコブスを含めて5人だけだったという。ジェイコブスは1944年に“Storm Against the Wind”（風に逆らう嵐）という題名の小説も書いた。1962年に国際テニス殿堂入り。35年後の1997年6月2日、ヘレン・フル・ジェイコブスはニューヨーク州のイーストハンプトンにて、心臓発作のため88歳で長逝した。

## 4大大会優勝
- ウィンブルドン選手権　女子シングルス：1勝（1936年）　［準優勝5度：1929年・1932年・1934年・1935年・1938年］
- 全米選手権　女子シングルス：4勝（1932年-1935年）／女子ダブルス：3勝（1932年・1934年・1935年）／混合ダブルス：1勝（1934年）　［大会4連覇。準優勝4度：1928年・1936年・1939年・1940年］

（全仏選手権女子シングルス準優勝2度：1930年・1934年／女子ダブルス準優勝：1934年）
| 年     | 大会                 | 対戦相手                   | 試合結果              |
| ------ | -------------------- | -------------------------- | --------------------- |
| 1932年 | 全米選手権           | カロリン・バブコック       | 6-2, 6-2              |
| 1933年 | 全米選手権           | ヘレン・ウィルス・ムーディ | 8-6, 3-6, 3-0（棄権） |
| 1934年 | 全米選手権           | サラ・ポールフリー         | 6-1, 6-4              |
| 1935年 | 全米選手権           | サラ・ファビアン           | 6-2, 6-4              |
| 1936年 | ウィンブルドン選手権 | ヒルデ・スパーリング       | 6-2, 4-6, 7-5         |